# المخطوطات في السعودية
تحتضنُ المملكة العربية السعودية (98794) (ثَمَانِيَةً وَتِسْعِينَ أَلْفًا وَسَبْعَمِائَةٍ وَأَرْبَعَةً وَتِسْعِينَ) مخطوطًا أصليًّا كمُجلَّدٍ وليس عنوانًا؛ فإنَّ العناوينَ غالبًا الضِّعفُ أو قريبٌ منه، ولا يدخُلُ في هذا الرَّقْمِ المكتبات الخاصَّة التي لازالت عندَ أصحابِها.
ومِن مظاهر الاهتمام بالمخطوط في المملكة العربية السعودية صدورُ اللائحة التنفيذية لنظام حماية التُّراث المخطوط بالمملكة العربية السعودية الصادر بالمرسوم الملكيِّ رَقْمِ (م / 23) وتاريخ 16 جُمادى الأُولى 1422هـ الموافقَ 6/8/2001م، وإيكالُ تلك المهمَّة إلى مكتبة الملك فهد الوطنية من حيثُ المحافظةُ على المخطوطاتِ وتوثيقُها وتسجيلُها وفهرستُها.  
وتعدادُ المخطوطاتِ (المجلدات فقط وليس العناوين) حسب المناطق، الرياض 62732 (اِثْنَانِ وَسِتُّونَ أَلْفًا وَسَبْعُمِائَةٍ وَاِثْنَانِ وَثَلَاثُونَ) مخطوطًا أصليًّا، المدينة المنورة 19290 (تِسْعَةَ عَشَرَ أَلْفًا وَمِائَتَانِ وَتِسْعُونَ) مخطوطًا أصليًّا، مكة المكرمة 15619 (خَمْسَةَ عَشَرَ أَلْفًا وَسِتُّمِائَةٍ وَتِسْعَةَ عَشَرَ) مخطوطًا أصليًّا، القصيم 701 (وَاحِدٌ وَسَبْعُمِائَةِ) مخطوطٍ أصليٍّ، الشرقية 256 (مِائَتَانِ وَسِتَّةٌ وَخَمْسُونَ) مخطوطًا أصليًّا، حائل 196 (مِائَةٌ وَسِتَّةٌ وَتِسْعُونَ) مخطوطًا أصليًّا.
| الرقم   | اسم المنطقة     | عدد المخطوطات الأصلية |
| ------- | --------------- | --------------------- |
| 1       | الرياض          | 62732                 |
| 2       | المدينة المنورة | 19290                 |
| 3       | مكة المكرمة     | 15619                 |
| 4       | القصيم          | 701                   |
| 5       | الشرقية         | 256                   |
| 6       | حائل            | 196                   |
| المجموع | المجموع         | 98794                 |

## منطقة الرياض
| الرقم   | اسم المكتبة                                | عدد المخطوطات الأصلية |
| ------- | ------------------------------------------ | --------------------- |
| 1       | مركز الملك فيصل للبحوث والدراسات الإسلامية | 16441                 |
| 2       | مكتبة البابطين                             | 10000                 |
| 3       | جامعة الإمام محمد بن سعود                  | 8376                  |
| 4       | جامعة الملك سعود                           | 8288                  |
| 5       | مكتبة الملك فهد الوطنية                    | 8000                  |
| 6       | دارة الملك عبدالعزيز                       | 6500                  |
| 7       | مكتبة الملك عبدالعزيز العامة               | 5000                  |
| 8       | جامعة الأميرة نورة                         | 91                    |
| 9       | الجمعية العربية السعودية للثقافة والفنون   | 36                    |
| المجموع | المجموع                                    | 62732                 |

## منطقة المدينة المنورة
| الرقم   | اسم المكتبة                           | عدد المخطوطات الأصلية |
| ------- | ------------------------------------- | --------------------- |
| 1       | مجمع الملك عبدالعزيز للمكتبات الوقفية | 15107                 |
| 2       | الجامعة الإسلامية                     | 3500                  |
| 3       | المسجد النبوي                         | 683                   |
| المجموع | المجموع                               | 19290                 |

## منطقة مكة المكرمة
| الرقم   | اسم المكتبة                   | عدد المخطوطات الأصلية |
| ------- | ----------------------------- | --------------------- |
| 1       | مكتبة الحرم المكي             | 7846                  |
| 2       | جامعة أم القرى                | 3000                  |
| 3       | جامعة الملك عبدالعزيز بجدة    | 2323                  |
| 4       | مكتبة مكة المكرمة             | 2000                  |
| 5       | مكتبة عبدالله بن عباس بالطائف | 450                   |
| المجموع | المجموع                       | 15619                 |